# Hồng Kỳ, Tân Hương
Hồng Kỳ (chữ Hán giản thể: 红旗区, Hán Việt: Hồng Kỳ khu) là một quận của địa cấp thị Tân Hương (新乡市), tỉnh Hà Nam, Cộng hòa Nhân dân Trung Hoa. Hồng Kỳ có diện tích 28 km2, dân số năm 2002 là 280.000 người. Mã số bưu chính của Hồng Kỳ là 453000, quận lỵ tại Tân Sinh Hạng.
Hồng Kỳ được chia thành các đơn vị hành chính gồm 5 nhai đạo: Cừ Đông, Nam Cán Đạo, Đông Nhai, Hướng Dương Tiểu Khu và Tây Nhai, 1 hương Quan Đề.